# 数字电视

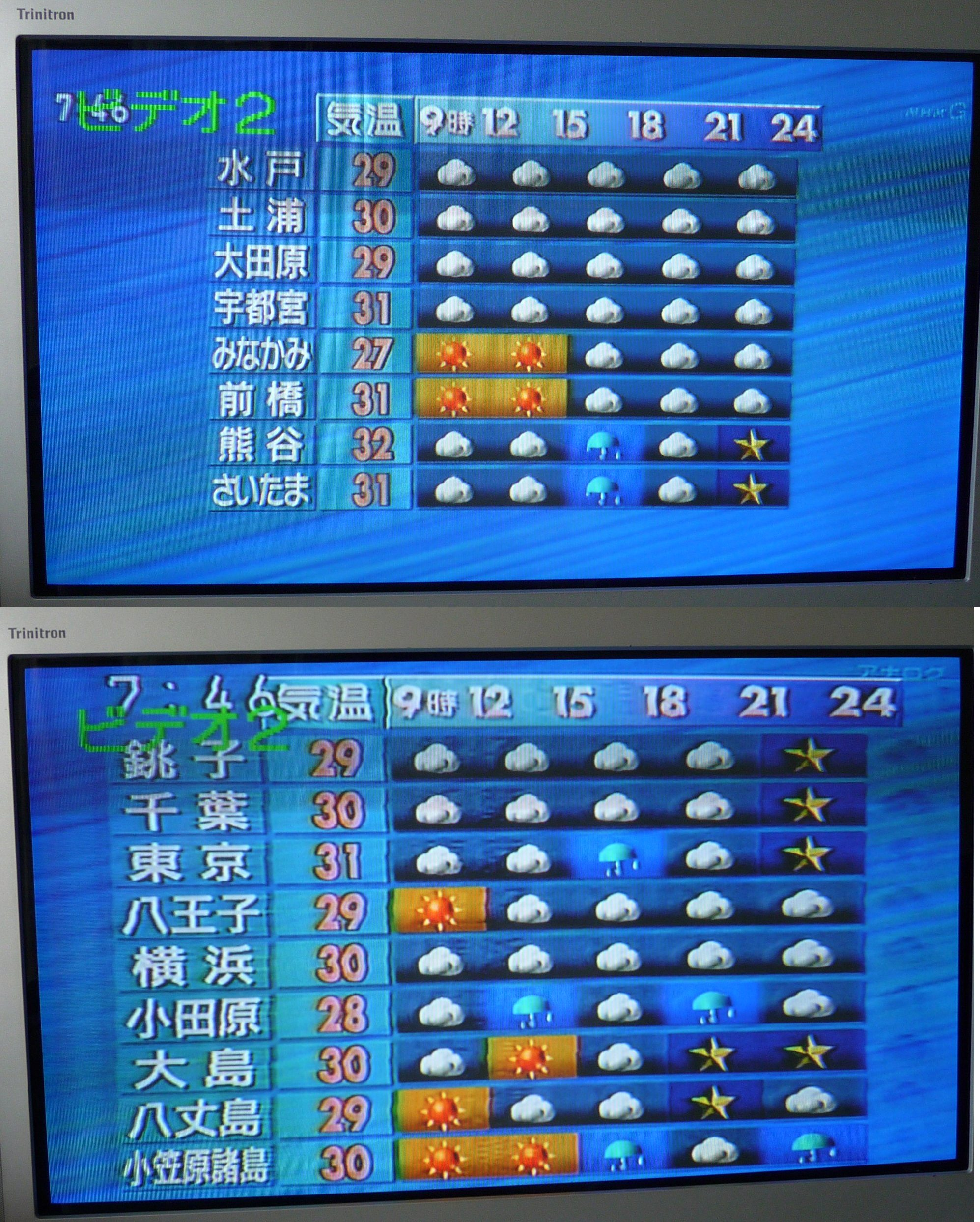
日本的地上波（日語，即地面電視廣播）數位電視（上圖，ISDB-T規格）和傳統電視（下圖，NTSC規格）的畫質比較，以日本放送協會的天氣預報畫面為例。數位電視的解析度和細緻度明顯提高，還有抗干擾能力使畫質不受氣候影響，現在還能提供各種互動功能和軟件升級功能。

數位電視（英語：Digital television）是指採編、播出、傳輸、接收等環節中全面採用數位訊號的電視系統，與類比電視相對。

## 歷史
數位電視的根源與廉價，高性能電腦的可用性密切相關。直到20世紀90年代，數字電視才逐漸成為現實。

## 標準

世界採用數碼電視規格圖

數位電視涉及很多領域的標準。其中傳輸標準分為：地面傳輸（無線）、有線傳輸、衛星傳輸、手持裝置傳輸四個體系。
- 地面傳輸標準（無線）[2]

1. 美國標準ATSC 8-VSB用於6MHz電視频道。
使用地區：美國、加拿大、墨西哥、南韓、中美洲部份國家等。
2. 歐洲和大部分非洲標準DVB-T COFDM用於6/7/8 MHz電視頻道。
使用地區：全球大部份國家和地區，包括歐洲及大洋洲各國、亞洲多國，非洲及中東大部份地區亦已在2006年承諾採用[3]，目前台灣採用的是歐規DVB-T 6MHz。
3. 日本標準ISDB-T COFDM用於6MHz電視频道（屬欧洲标准改良型）。
使用地區：日本、中美洲部份國家、南美洲大部份國家（僅哥倫比亞及法屬圭亞納使用DVB-T）等
4. 中華人民共和國（中國大陸）標準DTMB（中華人民共和國於2006年8月自訂標準）
使用地區：中國大陸、香港、澳門、巴基斯坦、寮國、古巴、東帝汶（目前正在實驗）等

- 有線傳輸標準

1. 美國和其他北美洲國家標準為ATSC-C。（其他地區待補充）
2. 歐洲標準為DVB-C。
3. 日本標準為ISDB-C。
4. 台灣的有線電視標準不一，但以DVB-C為主，另有系統採ATSC-C。
5. 中國大陸的有線電視網路一般採用的是歐洲DVB-C標準，极少数地方小运营商使用DTMB。

- 衛星傳輸標準

1. 歐洲：欧洲標準為DVB-S、DVB-S2。這兩個標準也是事實上的國際標準。
2. 日本：放送衛星(BS)採用ISDB-S；通信衛星(CS)分為兩類，東經110度CS採用ISDB-S，東經124/128度CS採用DVB-S。
3. 中國大陸：中國大陸主要採用DVB-S及DVB-S2作為衛星電視標準，中星9号、中星9B使用ABS-S标准。

- 手持設備傳輸標準

1. 歐洲標準為DVB-H。
2. 大韓民國採用基於DAB標準的T-DMB標準及S-DMB標準。
3. 國際上還有DVB-SH標準及MediaFLO標準。
4. 日本採用ISDB-T標準中1seg方式。
5. 中國大陸采用CMMB标准。

### 格式標準
相比之下，SDTV可以使用多種縱橫比形式的幾種不同格式中的一種，具體取決於廣播國家／地區所使用的技術。在矩形像素而言，NTSC的國家可以提供一個4：3的640×480分辨率和16：9的854×480，而PAL可以給在768×576 4：3和1024×576 16：9。但是，廣播公司可以選擇降低這些分辨率以降低比特率（例如，英國的許多DVB-T頻道每行使用544或704像素的水平分辨率）。

## 數位電視系統
根据信号的空间传播方式，数字电视主要包括4种形式：数字电视地面传输系统、数字有线电视系统、数字卫星电视系统、IP電視系統。
數位電視系統包括前端系统、传输网络和接收终端。

## 數位電視機
能夠直接接收並處理外來數位電視信號的電視機，或已內置數碼電視解碼器的電視機，一般称为“數位電視機”（IDTV）。
接收類比電視信號、僅在圖像還原過程中採用數字處理技術的電視機，經常被稱為“數位電視”，但這並不是真正意義上的數位電視。
目前能夠直接接收並處理外來數位電視信號的電視機已逐漸普及，但大部份家庭仍使用只能接收類比電視信號的電視機。如要继续使用这些电视机，可以利用“数字电视”(Set-top Box)把數位電視信號轉換成類比電視信號，就能以類比電視機接收數位電視。

## 與類比電視比較
一條模擬電視频道本來只能傳送一個模擬節目，但數位電視經在數碼化壓縮訊號後可同時播出3至4個標準畫質(Standard-definition television，SDTV)的節目，因此計算下來單一频道或節目的傳輸成本會降低；而觀眾則有更多的節目可供選擇，另外訊號經數碼化處理，可消除雜訊及干擾，觀眾便能看到更清晰細緻的畫面。

## 外部連結
台灣
- 中華民國電視學會 （页面存档备份，存于）
- 台灣數位電視協會 （页面存档备份，存于）

香港
- 數碼電視 （页面存档备份，存于）（香港特別行政區政府商務及經濟發展局設立的網站）